# Flatangers kommun
Flatangers kommun (norska: Flatanger kommune) är en kommun i landskapet Namdalen i Trøndelag fylke i mellersta Norge. Kommunen gränsar i nordväst ut mot det beryktade havsområdet Folda och landskapet karaktäriseras av mindre fjordar. Totalt finns här 1 084 öar och skär. Kommunen gränsar mot Namsos kommun i öster och Osens kommun i sydväst. I norr gränsar den över havet till Nærøysunds kommun.
De viktigaste näringarna är primärnäringar som jordbruk och havsbruk samt turism. Kommunen har flera anläggningar inom fiskeindustrin, samt metallindustri. Kommunen har sedan 2000-talet haft en betydande befolkningsutveckling, främst i antalet fritidsbostäder och övernattningsbostäder. Detta har i sin tur givit fler nya arbetstillfällen. Av utländska turister i Flatangers kommun syns särskilt många tyskar. Närmare 40% av kommunens invånare bor i centralorten och tillika enda tätorten Lauvsnes.

## Etymologi
Kommunens namn är en sammansättning av det fornnordiska flatr, som troligtvis betyder "grunt vatten", och angr ("fjord" eller "vik"). Namnet har inte hittats omnämnt i förhistorisk tid enligt ortnamnsforskaren Oluf Rygh. Namnet tros tidigare använts till någon av fjordarna, men det är osäkert vilket av fjordarna som tidigare burit det. Med utgångspunkt i de besläktade namnen Flatvad i Sunndals kommun och Flatval i Frøya kommun menar Rygh att den grunda fjorden med många öar och skär utanför Vik kan vara ursprungen till namnet Flatanger.

## Historia
Flatangers kommun grundades som kommun den 1 januari 1871 då den delades från den större kommunen Fosnes kommun. Vid delningen hade kommunen 1 472 invånare. Det är en av få kommuner i Norge som inte ändrat sina gränser sedan den bildades.
Den 27 januari 2014 bröt en omfattande skogsbrand ut efter att en oisolerad elektrisk ledning från en kraftledning ramlat ner och orsakat kortslutning. Detta tillsammans med torka och kraftig vind medförde att branden kom att bli en av Norges värsta.

## Befolkningsutveckling
Befolkningsutveckling 1951–2010. (källa: SSB: Befolkningsstatistikk)

## Geografi
Flatangers kommun har en total kustlinje på 85 kilometer. De största öarna i kommunen är Kværnøya, Halmøya, Gladsøya och Bjørøya. De öar som idag har fast bosättning är Løvøya, Gladsøya och Skingen, varav de förstnämnda har broförbindelse till fastlandet. Kommunen har flera vikar och fjordar som skär in från kusten, bland andra Jøssundfjorden, Bølefjorden och Knottenfjorden. Fastlandet är mycket kuperat med en rad berg och fjäll, varav Beingårdsheia (613 möh.), Rapet (571 m ö.h.), Grønnlifjell (565 m ö.h.) och Jøssundvarden (564 m ö.h.) är de högsta. Berggrunden består främst av gnejs, bildat av granit och migmatit.
Det finns många grottor och andra fjällformationer i kommunen, till exempel Hanshelleren, som används inom bergsklättring. Den yttersta skärgården har begränsad vegetation, men stora delar av kommunen är täckt av löv-, gran- och furuskog. Här finns också flera större och mindre vattendrag. Största sjön är Lauvsnesvatnet (2,7 km²) med den 300–400 meter långa Lauvsneselva. Trots sin begränsade längd räknas den som en god laxälv, mätt i antal lax fångat per laxförande meter. Övrig växtlighet i kommunen är förhållandevis fattig, men några särskilda arter finns. Kommunblomman är östersört. Det finns betydande bestånd av älg, hjort och rådjur. I skärgården finns ett rikt fågelliv, mycket havsfågel samt havsörn.
Förutom centralorten Lauvsnes (med omkring 440 invånare) finns flera mindre orter som Einvika, Hasvåg, Innvorda, Jøssund, Kvaløysæter, Oppland, Sitter, Småværet, Utvorda och Vik.

## Näringsliv

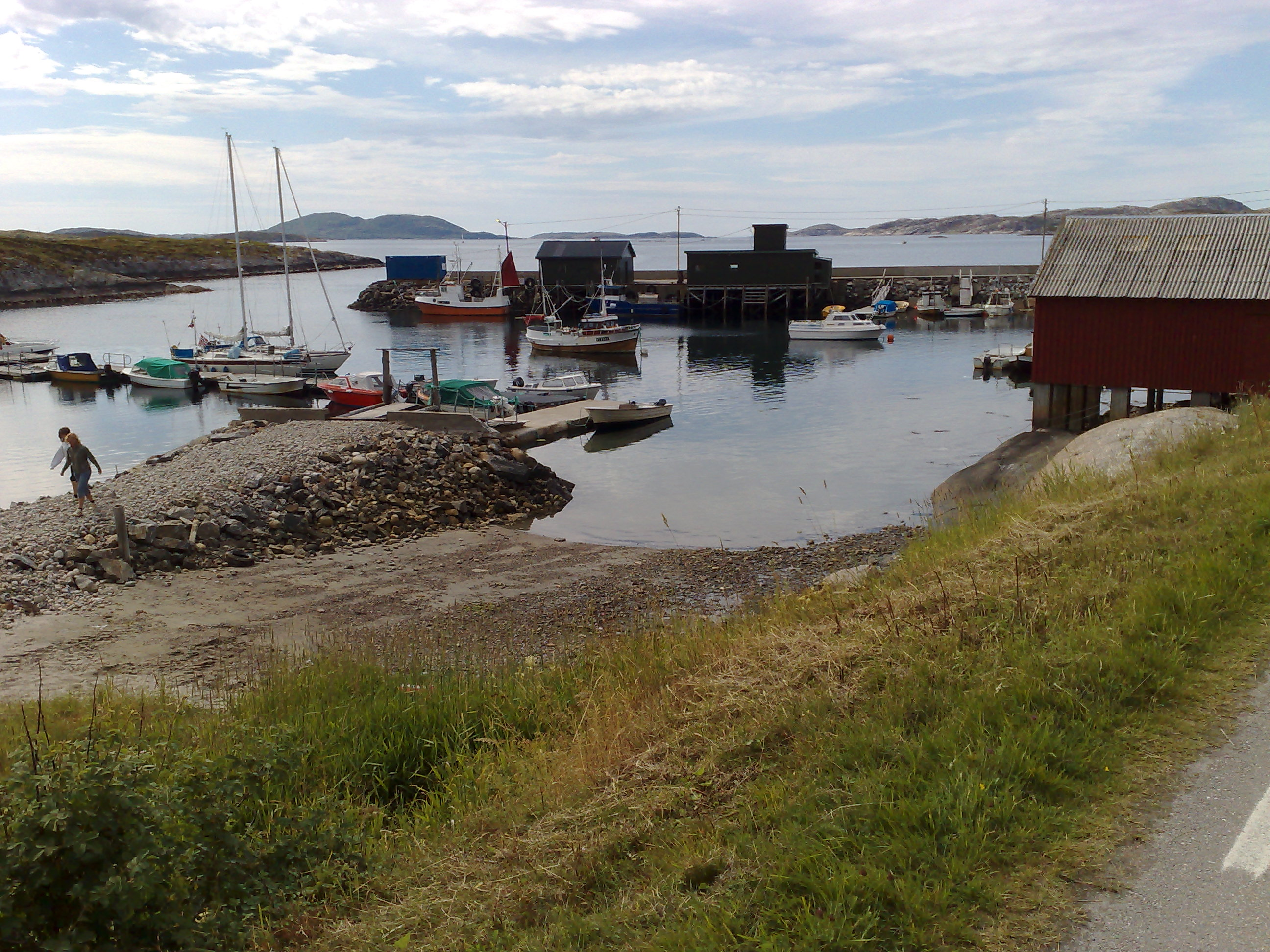
Kajen i Utvorda.

De viktigaste näringarna i kommunen har sedan lång tid varit jordbruk och fiske, ofta drivet i kombination. Med etableringen av Namdalens Træsliperi A/S 1909 blev industrin också viktig. Träsliperiet lades dock ner 1979. Ungefär vid samma tid blev fiskodling introducerat i kommunen och inom loppet av de kommande 30 åren har detta kommit att bli den viktigaste i Flatanger. Jordbruket, och framför allt fisket, har därmed gått tillbaka i omfattning. Jordbruket omfattar 9 km² och ligger oftast in i fjordarna, främst i området Sitter-Utvorda. Det produceras i kommunen 17 500 ton lax om året, fördelat på 16 enheter. I och med dessa siffror är Flatanger Norges femte största havsbrukskommun. Värdet av produktionen motsvarar 500 000 norska kronor per invånare.
Det senaste årtiondet har också turismen kommit att bli en stor näring för kommunen. Det finns omkring 700 fritidsbostäder och gästrum i kommunen, och möjligheter att låna båtar och övernattningsplatser finns på flera håll. I Lauvsnes finns bland annat gästkaj och Zanzibar Inn, en taverna med bostadsmöjligheter. I övrigt finns i kommunen banktjänster, postkontor, frisörer, tvätterier, matvaruaffärer, presentbutik och en trävarubutik.

## Kultur
Bland flera sevärdheter i kommunen finns Villa fyr, den sist byggda koleldade fyren i Norge, uppförd 1839. Utvorda kystfort, som anlades av tyskarna under andra världskriget, är ett av de bäst bevarade forten från den tiden. Under Mursteinsfjellet vid Utvorda står fyra bautastenar och på samma ö har man gjort arkeologiska fynd av en hel val. Flatanger bygdemuseum, grundat 1972, ligger i den tidigare skolbyggnaden mellan Lauvsnes och Vik, och håller öppet under sommarmånaderna.
Kommunens tusenårssted är mötesplatsen på Stranda vid Lauvsnes. Platsen valdes ut för att den under de senaste hundra åren varit en av de största mötesplatserna i kommunen, med handelsverksamhet och hamn.

## Tätorter
I Flatangers kommun finns en tätort:
- Lauvsnes (centralort)

## Socknar
Inom Norska kyrkan motsvaras Flatangers kommun av Flatangers socken i Namdals prosteri i Nidaros stift.